# Muller Van Severen
Muller Van Severen is een designbureau dat bestaat uit Fien Muller en Hannes Van Severen. Ze ontwikkelen meubels en designvoorwerpen.

## Geschiedenis
In 2011 werd een reeks meubels uitgebracht die te zien was in Designs of the Year-expo van het Londense Design museum in 2013. 

### Fien Muller (1978)
Muller kwam uit een familie van antiquairs. Ze is fotografe van opleiding. 

### Hannes Van Severen (1979)
Is de zoon van Maarten Van Severen en is beeldenkunstenaar van opleiding. 

## Oeuvre (selectie)
- The Pillow Sofa (Kassl Editions)
- Lampen, tafels, ... (Valerie Objects)[2]
- Match-keuken (Reform Copenhagen)
- spiegel (Galerie Kreo)
- snijplank

## Erkentelijkheden
- 2014 - expo Valerie Traan in Antwerpen[3]
- 2015 - Designer van het jaar
- 2014 - Vlaamse cultuurprijs Design[4]
- 2020 - Wallpaper* Design Award Best Domestic Design met de Match-keuken[5]